# Маслакова, Людмила Ильинична
Людми́ла Ильи́нична Маслако́ва (в девичестве — Жарко́ва, род. 26 июля 1952, Астрахань) — советская легкоатлетка, заслуженный мастер спорта СССР (1978). Заслуженный работник физической культуры Российской Федерации (1997).

## Карьера
Тренировалась под руководством Валентина Маслакова. Окончила экономический факультет МГУ.
На Олимпийских играх в Мехико Людмила участвовала в забегах на 100 метров и в эстафете. На 100 метрах она не смогла выйти в полуфинал, а в эстафете 4×100 метров вместе с Галиной Бухариной, Людмилой Самотёсовой и Верой Попковой завоевала бронзовую медаль.
В 1971 году Жаркова с Галиной Бухариной, Мариной Сидоровой и Надеждой Бесфамильной выиграла бронзу чемпионата Европы.
На Олимпиаде 1972 года Людмила вновь принимала участие в забеге на 100 метров и в эстафетном беге. На 100-метровой дистанции она завершила выступление на стадии полуфинала, в эстафете с Мариной Сидоровой, Галиной Бухариной и Надеждой Бесфамильной заняла 5-е место. На следующих Олимпийских играх Людмила Маслакова на 100 метрах не смогла выйти в финал, на 200 в полуфинал, а в эстафете с Татьяной Пророченко, Надеждой Бесфамильной и Верой Анисимовой вновь стала 3-й. На чемпионате Европы 1978 года Людмила выиграла бронзу на дистанции 100 метров и золото в эстафете 4×100. Последним турниром Маслаковой стала московская Олимпиада. В беге на 200 метров она не вышла в финал, в эстафете с Верой Комисовой, Верой Анисимовой и Натальей Бочиной завоевала серебряную медаль.

## Личная жизнь
Замужем за легкоатлетом и тренером Валентином Маслаковым. С 2009 года работает старшим тренером сборной России по лёгкой атлетике в спринте. Тренировала Наталью Иванову.